# Richard Leplastrier
Richard Leplastrier (* 1939 Melbourne) je australský architekt a držitel zlaté medaile AIA.

## Životopis
Po ukončení studia na univerzitě v Sydney v roce 1963 pracoval v Sydney v kanceláři Jørna Utzona v letech 1964 až 1966 a pomáhal s dokumentací opery v Sydney. Později studoval na Kjótské univerzitě u Tomoyi Masudy a pracoval v kanceláři Kenzo Tange v Tokiu.
Leplastrier založil vlastní praxi v roce 1970 a pracuje ve svém ateliéru v zálivu Lovett Bay v Sydney.
Učí mistrovské kurzy pro architekty se svými kolegy Glennem Murcuttem a Peterem Stutchburym .
V roce 1996 obdržel Zvláštní cenu poroty Královského australského institutu architektů v New South Wales. V roce 1999 mu byla udělena Zlatá medaile Královského australského institutu architektů a v roce 2004 cena Spirit Of Nature Wood Architecture Award udělená ve Finsku. V roce 2009 mu byla udělena Dreyerova cena za čest 2009 za jeho závazek k udržitelnosti. V roce 2011 byl jmenován důstojníkem Řádu Austrálie za vynikající služby architektuře, zejména díky aplikaci designu citlivého na životní prostředí, a jako pedagog a mentor.

## Vybraná díla
- 1974–76: Palm Garden House, Northern Beaches, Sydney
- 1981–84 1989–90: Bellingen House and Studio, New South Wales
- 1988–91: Dům deštných pralesů, Mapleton, Queensland
- 1988–92: Dům Toma Urena, Balmain, Sydney
- 1994: Lovett Bay House, Sydney
- 1996: Cloudy Bay Retreat, Bruny Island, Tasmánie
- 1997: Watson's Bay House, Sydney
- 1997-8, 2000: Blue Mountains House and Studio, Leura, New South Wales
- 2002 Design Center Tasmania, Launceston